# Corella Creek
Corella Creek liegt im Northern Territory in Australien etwa 850 km südöstlich von Darwin und 230 km nordöstlich von Tennant Creek auf einer Höhe von 220 Meter über dem Meeresspiegel. Die kleine Siedlung der Aborigines ist die östlichste Ortschaft im Northern Territory. Die Arafurasee, ein Teil des Indischen Ozean, liegt ungefähr 280 km nordöstlich.
In Corella Creek gibt es eine Schule.
Im Jahre 1901 ertrank der Buschräuber und Viehdieb Harry Redford im Corella Creek, der Hochwasser führte. Er ist in Australien berühmt dafür, dass er eine Herde von etwa 1000 Rindern stahl und nicht verurteilt wurde.